# FTR (wrestling)
Gli FTR, noti fino al 2020 come Revival, sono un tag team di wrestling attivo nella All Elite Wrestling, composto da Dax Harwood e Cash Wheeler.
Tra il 2014 e il 2020, con i ring name Dash Wilder e Scott Dawson, hanno militato nella WWE, dove hanno vinto due volte l'NXT Tag Team Championship, due volte il Raw Tag Team Championship e una volta lo SmackDown Tag Team Championship.
Dal 2020 militano nella All Elite Wrestling, dove hanno detenuto due volte l'AEW World Tag Team Championship. Hanno inoltre detenuto il ROH World Tag Team Championship, il Campeonato Mundial en Parejas de AAA e l'IWGP Tag Team Championship.

## Storia

### WWE (2014–2020)
Nel 2014, di ritorno da un infortunio, Scott Dawson ha formato con Dash Wilder un tag team chiamato The Mechanics. Il duo debutta il 17 luglio ad NXT perdendo contro il team formato da Bull Dempsey e Mojo Rawley. I due perdono anche nella puntata del 23 ottobre di NXT contro Enzo Amore e Colin Cassady, risultando però essere molto attivi negli house show.
Il 29 luglio del 2015 ad NXT, dopo altri insuccessi, il duo sconfigge Enzo Amore e Colin Cassady. A NXT TakeOver: Respect il duo partecipa al torneo Dusty Rhodes Tag Team Classic arrivando sino alle semifinali, dove sono stati eliminati dal team formato da Finn Bálor e Samoa Joe. Il 21 ottobre i The Mechanics cambiano nome in Dash and Dawson e il 28 ottobre attaccano Enzo Amore e Colin Cassady prima del match contro di loro, impedendogli di partecipare all'incontro. Dopo aver sconfitto i Vaudevillains, i detentori dell'NXT Tag Team Championship, Dash e Dawson ottengono un match titolato il 22 ottobre ad NXT dove riescono a vincere strappando i titoli ai campioni. Il 16 dicembre ad NXT TakeOver: London Dash e Dawson difendono con successo i titoli contro Enzo Amore e Colin Cassady. Nel febbraio del 2016 Dawson e Wilder cambiano definitivamente nome in The Revival.
Il 23 febbraio 2016 i Revival hanno attaccato Enzo Amore all'esterno del WWE Performance Center. Il duo fa la loro prima apparizione nel main roster il 12 marzo a WWE Roadblock dove hanno difeso con successo l'NXT Tag Team Championship contro Enzo Amore e Colin Cassady. Il 1º aprile a NXT TakeOver: Dallas i Revival hanno perso i titoli a favore degli American Alpha. L'8 giugno a NXT TakeOver: The End i Revival hanno sconfitto gli American Alpha diventando NXT Tag Team Champions per la seconda volta. Il 6 luglio ad NXT i Revival hanno difeso con successo i titoli sconfiggendo gli American Alpha in un 2-out-of-3 Tag Team Falls match per 2-1. Il 20 agosto ad NXT TakeOver: Brooklyn II i Revival hanno difeso con successo l'NXT Tag Team Championship contro Johnny Gargano e Tommaso Ciampa dopo un lungo e agguerrito incontro. I Revival hanno perso l'NXT Tag Team Championship a favore dei #DIY il 19 novembre 2016 a NXT TakeOver: Toronto venendo sconfitti in un 2-out-of-3 Falls match per 2-1. Nella puntata di NXT del 4 gennaio 2017 i Revival hanno sconfitto facilmente Riddick Moss e Tino Sabbatelli. Nella puntata di NXT dell'11 gennaio i Revival hanno affrontato i #DIY per l'NXT Tag Team Championship ma sono stati sconfitti, fallendo l'assalto ai titoli. Nella puntata di NXT dell'8 febbraio i Revival hanno sconfitto gli Heavy Machinery. Il 1º aprile, a NXT TakeOver: Orlando, i Revival hanno affrontato i #DIY e gli Authors of Pain in un Triple Threat Tag Team Elimination match per l'NXT Tag Team Championship (detenuto dagli Authors of Pain) ma sono stati gli ultimi ad essere eliminati, fallendo l'assalto ai titoli.
I Revival hanno fatto il loro debutto nel roster principale nella puntata di Raw del 3 aprile dove hanno sconfitto Big E e Xavier Woods del New Day; nel post match Dawson e Wilder hanno attaccato Kofi Kingston, infortunandolo al ginocchio. La scena si è ripetuta anche nella successiva puntata di Raw del 10 aprile, quando Wilder e Dawson hanno sconfitto nuovamente Big E e Woods del New Day. Il 14 aprile, durante uno show dal vivo, Wilder ha subito un infortunio alla mandibola che lo ha costretto a rimanere fuori dalle scene. Wilder è successivamente tornato otto settimane dopo, camminando nel backastage durante un attacco a Enzo Amore. La settimana dopo Big Cass, compagno di Amore, ha accusato i Revival di aver attaccato il suo amico. Successivamente anche Big Cass è stato attaccato nel backstage e questa volta a venire accusato è stato Big Show. Nella puntata di Raw del 19 giugno è stato rivelato che non erano stati i Revival ad attaccare Enzo Amore bensì lo stesso Big Cass. Nella puntata di Main Event del 30 giugno i Revival sono tornati in azione sconfiggendo Luke Gallows e Karl Anderson. Nella puntata di Raw del 17 luglio i Revival hanno sconfitto gli Hardy Boyz. Nella puntata di Raw del 24 luglio i Revival hanno sconfitto Luke Gallows e Karl Anderson. Tuttavia, durante un live event, Dawson ha subito un infortunio al bicipite che lo costringerà a rimanere fuori dalle scene per un periodo di tempo imprecisato. Nella puntata di Raw del 18 dicembre i Revival sono tornati in azione sconfiggendo Heath Slater e Rhyno. Nella puntata di Main Event del 27 dicembre i Revival hanno sconfitto Apollo Crews e Titus O'Neil. Nella puntata di Raw del 15 gennaio 2018 i Revival hanno sconfitto facilmente Aaron Solow e Ricky Starks, due jobber locali. Nella puntata speciale di Raw 25th Anniversary del 22 gennaio i Revival sono stati sconfitti in poco tempo da Luke Gallows e Karl Anderson. Il 28 gennaio, nel Kick-off della Royal Rumble, i Revival hanno sconfitto Luke Gallows e Karl Anderson. Nella puntata di Raw del 29 gennaio i Revival hanno sconfitto Heath Slater e Rhyno. Nella puntata di Raw del 5 febbraio i Revival sono stati sconfitti da Finn Bálor e Karl Anderson. Nella puntata di Raw del 12 febbraio i Revival hanno sconfitto Luke Gallows e Karl Anderson. Nella puntata di Main Event del 21 febbraio i Revival hanno sconfitto Heath Slater e Rhyno. Nella puntata di Raw del 5 marzo i Revival sono stati sconfitti dai Raw Tag Team Champions Cesaro e Sheamus in un match non titolato.
Nella puntata di Raw del 12 marzo i Revival hanno partecipato ad una Battle Royal per determinare i contendenti nº1 al Raw Tag Team Championship di Cesaro e Sheamus ma sono stati eliminati da Bo Dallas e Curtis Axel. Nella puntata di Raw del 19 marzo i Revival hanno sconfitto il Titus Worldwide (Apollo e Titus O'Neil). Nella puntata di Main Event del 28 marzo i Revival hanno sconfitto nuovamente il Titus Worldwide. L'8 aprile, nel Kick-off di WrestleMania 34, i Revival hanno partecipato all'annuale André the Giant Memorial Battle Royal ma sono stati eliminati da Bo Dallas e Curtis Axel. Nella puntata di Raw del 9 aprile i Revival hanno sconfitto Luke Gallows e Karl Anderson. Nella puntata di Raw del 16 aprile i Revival sono stati sconfitti da Bray Wyatt e Matt Hardy. Nella puntata di Raw del 7 maggio i Revival e Baron Corbin hanno sconfitto No Way Jose e il Titus Worldwide. Nella puntata di Raw del 14 maggio i Revival sono stati sconfitti dai Raw Tag Team Champions Bray Wyatt e Matt Hardy in un match non titolato. Nella puntata di Raw del 4 giugno i Revival hanno partecipato ad una Tag Team Battle Royal per determinare i contendenti nº1 al Raw Tag Team Championship di Bray Wyatt e Matt Hardy ma sono stati eliminati da Heath Slater e Rhyno. Nella puntata di Raw del 18 giugno i Revival sono stati sconfitti da Bobby Lashley e Roman Reigns. Nella puntata di Raw del 25 giugno i Revival sono riusciti a sconfiggere Lashley e Reigns. Nella puntata di Raw del 2 luglio i Revival sono stati sconfitti da Bobby Lashley e Roman Reigns per squalifica. Nella puntata di Raw del 6 agosto i Revival hanno affrontato il B-Team ma il match è finito in doppia squalifica, dato l'intervento di Hardy e Wyatt durante l'incontro. Nella puntata di Raw del 13 agosto i Revival hanno preso parte ad un Triple Threat Tag Team match per il Raw Tag Team Championship che includeva anche i campioni del B-Team e Bray Wyatt e Matt Hardy ma il match è stato vinto dai campioni. Dopo aver perso diverse volte contro i Lucha House Party, nella puntata di Raw del 17 dicembre i Revival hanno vinto un Fatal 4-Way match che includeva anche gli AOP, il B-Team e i Lucha House Party (Kalisto e Lince Dorado) per determinare i contendenti nº1 al Raw Tag Team Championship di Bobby Roode e Chad Gable. Nella puntata di Raw del 24 dicembre i Revival hanno affrontato Bobby Roode e Chad Gable per il Raw Tag Team Championship ma sono stati sconfitti.
Nella puntata di Raw del 7 gennaio 2019 i Revival hanno affrontato nuovamente Bobby Roode e Chad Gable per il Raw Tag Team Championship in un Lumberjack match ma sono stati sconfitti nonostante uno schienamento non legale. Nella puntata di Raw del 21 gennaio i Revival sono stati sconfitti per la terza volta da Gable e Roode in un match valevole per i titoli di coppia e arbitrato da Curt Hawkins. Nella puntata di Raw del 4 febbraio i Revival hanno vinto un Fatal 4-Way match che includeva anche il B-Team, gli Heavy Machinery e Gran Metalik e Lince Dorado per determinare i contendenti nº 1 al Raw Tag Team Championship di Bobby Roode e Chad Gable. Nella puntata di Raw dell'11 febbraio i Revival hanno sconfitto Bobby Roode e Chad Gable conquistando il Raw Tag Team Championship per la prima volta. Nella puntata di Raw del 18 febbraio i Revival sono stati sconfitti dalla coppia formata dall'NXT Champion Tommaso Ciampa e l'NXT North American Champion Johnny Gargano in un match non titolato. Nella puntata di Raw del 25 febbraio i Revival sono stati sconfitti da Aleister Black e Ricochet in un match non titolato. Nella puntata di Raw del 4 marzo i Revival hanno difeso con successo i titoli contro Aleister Black e Ricochet sconfiggendoli per squalifica a causa dell'intervento di Bobby Roode e Chad Gable. Il 10 marzo, a Fastlane, i Revival hanno difeso con successo i titoli in un Triple Threat Tag Team match che comprendeva anche Aleister Black e Ricochet e Bobby Roode e Chad Gable. Nella puntata di Raw del 25 marzo i Revival sono stati sconfitti da Aleister Black e Ricochet in un match non titolato. Nella puntata di Raw del 1º aprile i Revival hanno difeso con successo i titoli contro Aleister Black e Ricochet sconfiggendoli per count-out. Il 7 aprile, nel Kick-off di WrestleMania 35, i Revival hanno perso i titoli contro Curt Hawkins e Zack Ryder dopo 55 giorni di regno. Nella puntata di Raw dell'8 aprile i Revival hanno affrontato Curt Hawkins e Zack Ryder nel rematch per il Raw Tag Team Championship ma sono stati sconfitti. Nella puntata di Raw del 29 aprile i Revival sono stati sconfitti (per la terza volta) da Hawkins e Ryder in un match non titolato.Nella puntata di Raw del 20 maggio i Revival hanno sconfitto The Usos. Nella puntata di Raw del 3 giugno i Revival e Drew McIntyre hanno sconfitto Roman Reigns e gli Usos. Il 7 giugno, nel Kick-off di Super ShowDown, i Revival sono stati sconfitti dagli Usos. Nella puntata di Raw del 10 giugno i Revival hanno conquistato per la seconda volta il Raw Tag Team Championship sconfiggendo i campioni Curt Hawkins e Zack Ryder in un Triple Threat match che comprendeva anche gli Usos. Il 14 luglio, a Extreme Rules, i Revival hanno difeso con successo i titoli contro gli Usos. Nella puntata di Raw del 15 luglio i Revival e Robert Roode sono stati sconfitti dagli Usos e Ricochet in un 2-out-of-3 Falls match per 2-1. Nella puntata speciale Raw Reunion del 22 luglio i Revival sono stati sconfitti dagli Usos in un match non titolato. Nella puntata di Raw del 29 luglio i Revival hanno perso i titoli a favore di Luke Gallows e Karl Anderson in un Triple Threat match che includeva anche gli Usos, dopo 49 giorni di regno. Nella puntata di Raw del 12 agosto i Revival hanno affrontato i Lucha House Party (Gran Metalik e Lince Dorado), ma poco dopo hanno schienato il sopraggiunto R-Truth vincendo il 24/7 Championship come co-campioni, perdendolo però poco dopo quando R-Truth ha schienato Dawson. Nella puntata di SmackDown del 13 agosto i Revival e Randy Orton hanno sconfitto il New Day.
Il 15 settembre, a Clash of Champions, i Revival hanno sconfitto Big E e Xavier Woods del New Day conquistando lo SmackDown Tag Team Championship per la prima volta (con questa vittoria i due sono passati al roster di SmackDown). Per effetto del Draft dell'11 ottobre i Revival sono passati ufficialmente al roster di SmackDown. Nella puntata di SmackDown dell'8 novembre i Revival hanno perso i titoli contro Big E e Kofi Kingston del New Day dopo 54 giorni di regno. Nella puntata di SmackDown del 6 dicembre i Revival hanno vinto un Fatal 4-Way Tag Team Elimination match che comprendeva anche gli Heavy Machinery, i Lucha House Party e Mustafa Ali e Shorty G, diventando i sfidanti allo SmackDown Tag Team Championship di Big E e Kingston del New Day. Nella puntata di SmackDown del 13 dicembre i Revival hanno sconfitto Mustafa Ali e Shorty G. Il 15 dicembre, a TLC: Tables, Ladders & Chairs, i Revival hanno affrontato Big E e Kofi Kingston del New Day per lo SmackDown Tag Team Championship in un Ladder match ma sono stati sconfitti. Nella puntata di SmackDown del 17 gennaio 2020 i Revival sono stati sconfitti dagli Usos. Nella puntata di Super SmackDown del 31 gennaio i Revival hanno partecipato ad un Fatal 4-Way Tag Team Elimination match che comprendeva anche gli Heavy Machinery, John Morrison e The Miz e i Lucha House Party per determinare i contendenti nº1 allo SmackDown Tag Team Championship di Big E e Kofi Kingston del New Day, ma il match è stato vinto da Miz e Morrison. Nei due mesi successivi Wilder e Dawson non sono più apparsi negli show della WWE a causa di alcuni contrasti con la dirigenza (legit)
Il 10 aprile 2020 hanno rescisso consensualmente il loro contratto con la WWE.

### All Elite Wrestling (2020–presente)
Nella puntata di Dynamite del 27 maggio 2020 Cash Wheeler e Dax Harwood hanno debuttato nella All Elite Wrestling come FTR, aiutando gli Young Bucks contro The Blade e The Butcher.
Il 5 ottobre, a All Out, gli FTR hanno sconfitto Adam Page e Kenny Omega conquistando l'AEW World Tag Team Championship per la prima volta. Dopo aver difeso in numerose occasioni le cinture, e dopo essere stati affiancati da Tully Blanchard come manager, gli FTR hanno perso i titoli contro gli Young Bucks il 7 novembre a Full Gear.

## Nel wrestling

### Mosse finali
- Aided spike piledriver in combinazione
- Flapjack e Double knee facebreaker in combinazione

### Manager
- Tully Blanchard

### Soprannomi
- "Greatest Tag Team of All Time"
- "Top Guys"

## Titoli e riconoscimenti
- All Elite Wrestling
  - AEW World Tag Team Championship (2)
- Asistencia Asesoría y Administración
  - AAA World Tag Team Championship (1)
- New Japan Pro-Wrestling 
  - IWGP Tag Team Championship  (1)
- Pro Wrestling Illustrated
  - 1º tra i 50 migliori tag team nella PWI Tag Team 50 (2020)
  - 2° tra i 50 migliori tag team nella PWI Tag Team 50 (2022)
- Ring of Honor
  - ROH World Tag Team Championship (1)
- WWE
  - NXT Tag Team Championship (2)
  - WWE 24/7 Championship (1)
  - WWE Raw Tag Team Championship (2)
  - WWE SmackDown Tag Team Championship (1)
  - Triple Crown Tag Team Champions